# Senna siamea

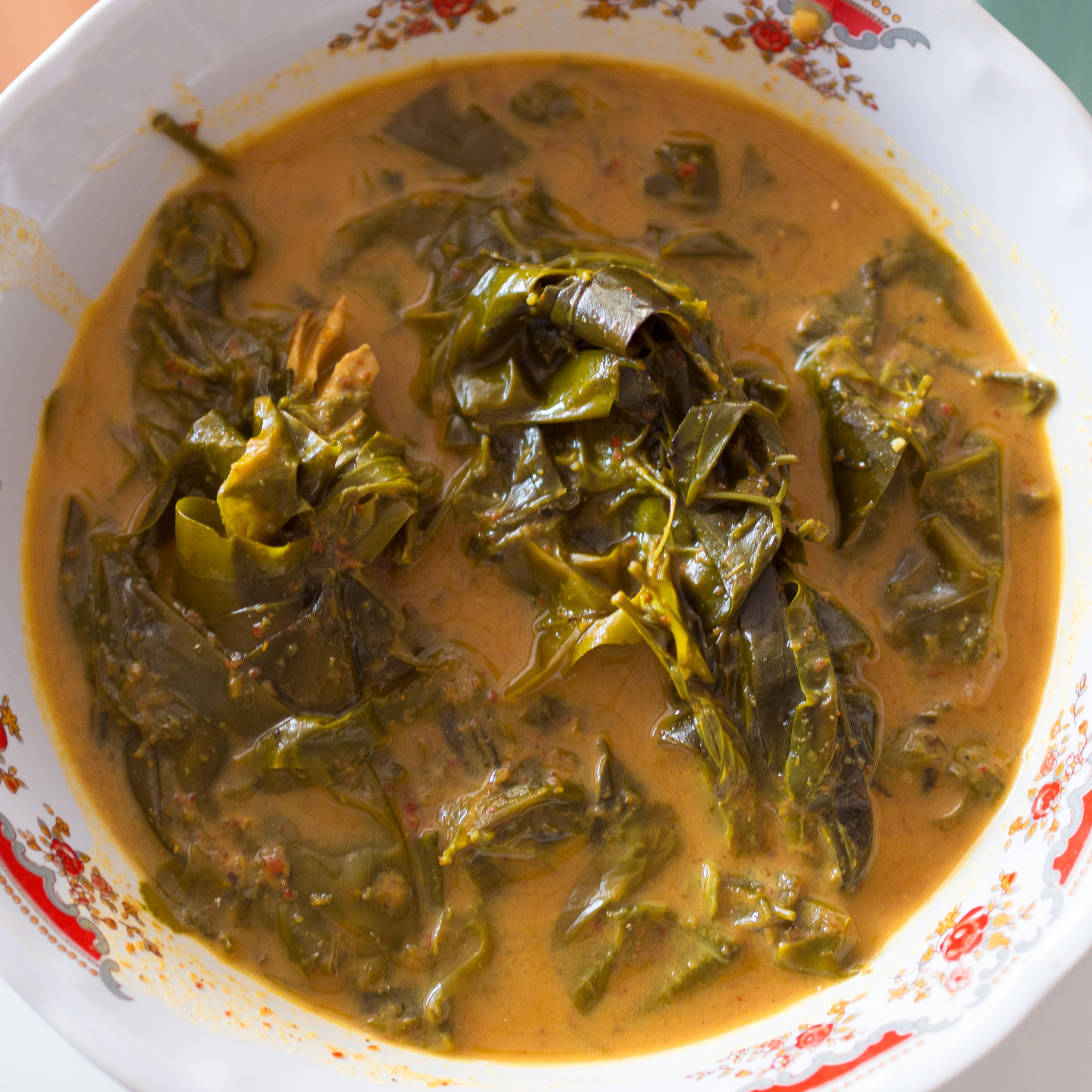
Kaeng khilek, un curry tailandés preparado con hojas y brotes de flores de Kassod.

Senna siamea (en tailandés: ขี้เหล็ก, khilek),también denominado árbol kassod, e (incorrectamente) árbol cassia, es una legumbre en la subfamilia Caesalpinioideae. Es nativa del sur y sureste de Asia, aunque se desconoce su origen exacto.

## Descripción
Son árboles de crecimiento rápido, que alcanzan un tamaño de 5–15 m de alto, los brotes jóvenes estrigulosos pero los folíolos lustrosos y glabros en la haz. Hojas 10–30 cm de largo; folíolos 5–13 pares, lanceolado- u oblongo-elípticos, los del par más grande 4–8 cm de largo y 1.4–3 cm de ancho, emarginados u obtusamente mucronulados; nectario ausente, raquis 6–21 cm de largo, pecíolos 20–35 mm de largo, estípulas diminutas, caducas. Inflorescencias tirsos terminales, afilos o basalmente frondosos, o panículas piramidales de racimos exertos, hasta 40 cm de largo, racimos con 20–60 flores, el eje 4–9 cm de largo, pedicelos 20–35 mm de largo; sépalos internos más largos 6–9 mm de largo; corola zigomorfa, el par abaxial de pétalos a veces un poco más largo que el resto, (10) 12–17 mm de largo; anteras de los 2 estambres abaxiales más largos lanceoladas, 5.5–8 mm de largo, ligeramente rostradas; estilo 4.5–5.5 mm de largo, óvulos 25–38. Fruto ascendente o doblado proximalmente y entonces descendiendo, linear, plano-comprimido, 20–30 cm de largo y 1.2–1.6 cm de ancho, 2-carinado por el engrosamiento de las suturas, las valvas rígido-coriáceas, nervadas, cafés, umbonadas y deprimidas en forma alterna sobre las semillas y consecuentemente arrugadas a lo largo, estípite 5–9 mm de largo; semillas areoladas.

## Usos
Es un árbol de porte mediano, de hojas perenne y tiene hermosas flores amarillas. A menudo se le utiliza para dar sombra en plantaciones de cacao, café y té. En Tailandia es el árbol provincial de la provincia de Chaiyaphum y algunos sitios han sido designados con su nombre.
Esta planta posee valor medicinal y contiene un compuesto denominado barakol y en las raíces el principio activo llamado emodina. El corazón de madera tiene propiedades laxantes y se utiliza para una variedad de dolencias, órganos hematopoyéticos, del tracto genitourinario, así como herpes y rinitis. Las hojas crudas en grandes cantidades pueden ser tóxicas para los seres humanos. Aunque hervidas forman parte de la cocina de Birmania y Tailandia.
Las hojas, los brotes tiernos y las semillas son comestibles, pero previamente se los debe hervir y no se debe consumir el agua. Se utilizan en la gastronomía de Burma y en la gastronomía de Tailandia donde uno de los platos más difundidos es Kaeng khilek (en tailandés: แกงขี้เหล็ก).
También se la suele utilizar como planta para preparar alimento para animales, en sistemas entre cosechas, y en plantaciones para proteger del viento.

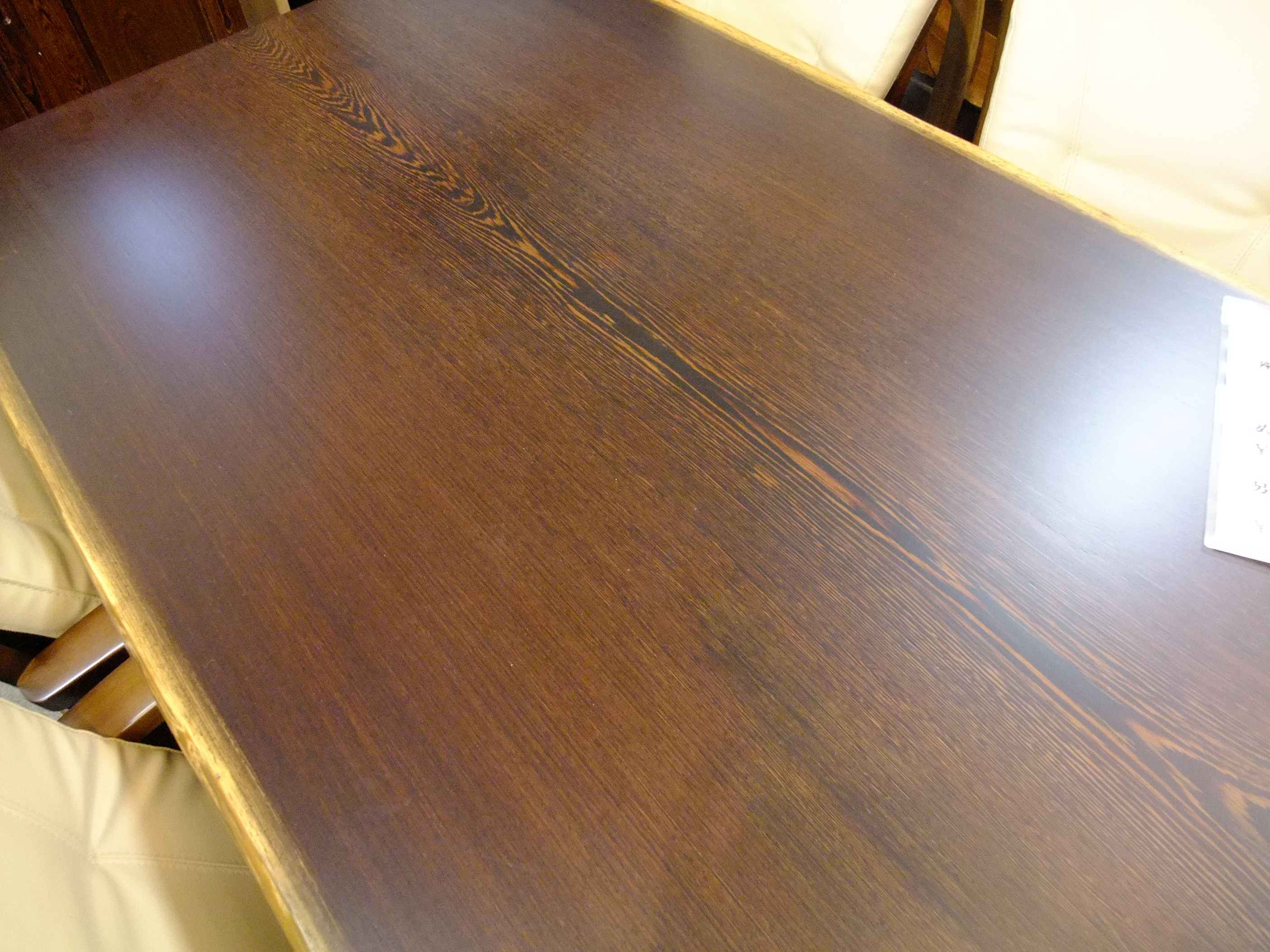
La madera de S. siamea (鉄刀木) es muy apreciada en la fabricación de muebles chinos.

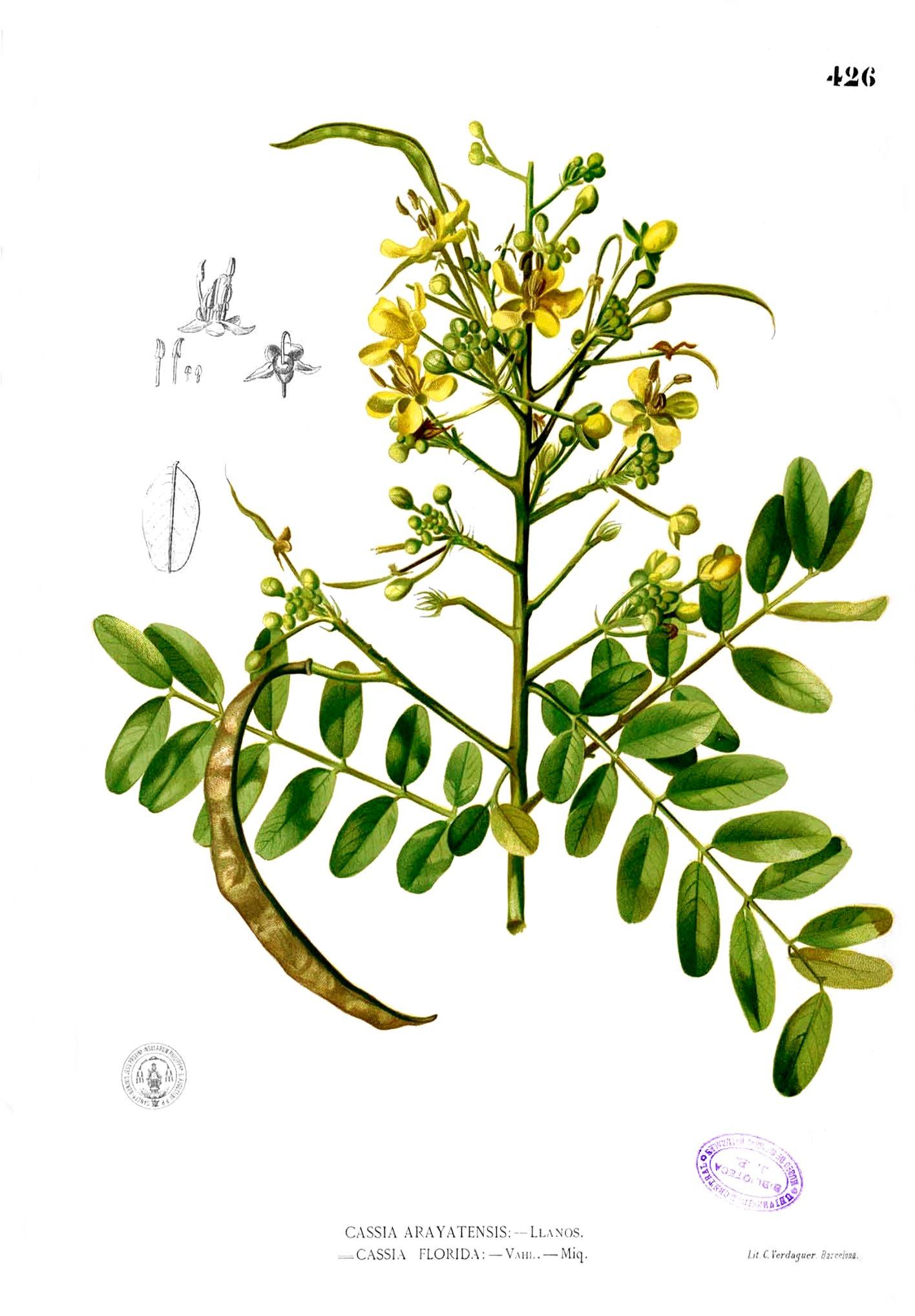
Ilustración

## Taxonomía
Senna siamea fue descrito por (Lam.) H.S.Irwin & Barneby y publicado en Memoirs of The New York Botanical Garden 35: 98. 1982.
Sinonimia
- Cassia arayatensis "sensu Naves, non Litv."
- Cassia arborea Macfad.
- Cassia florida Vahl
- Cassia gigantea DC.
- Cassia siamea Lam.
- Cassia siamea var. puberula Kurz
- Cassia sumatrana Roxb.
- Cassia sumatrana DC.
- Chamaefistula gigantea G.Don
- Sciacassia siamea (Lam.) Britton & Rose
- Sciacassia siamea (Lam.) Britton
- Senna sumatrana (DC.) Roxb.[7]